# Borosnyai Lukács János (tanár)
Borosnyai Lukács János (Marosvásárhely, 1767 – Marosvásárhely, 1848. október 15.) marosvásárhelyi református főiskolai tanár.

## Élete
Borosnyai Lukács Simon lelkész fia és Borosnyai Lukács János püspök unokája volt. Tanulmányait szülővárosában kezdte, ugyanott 1791-ben a poetika osztály vezetésével bízták meg, és július 1-jéig előkészítő volt a filozófiára. Ezt követően Genfben és Bernben folytatott egyetemi tanulmányokat, különösen a francia nyelvben; 3–4 évet töltött külföldön. 1797. szeptember 9-től a marosvásárhelyi református kollégiumban kapott állást, ahol az újonnan bevezetett természetrajz első tanára lett; 1813-16 között Bolyai Jánost is tanította. A leckéket a jobb memorizálás érdekében versbe foglalta. 1837-ben jelentette meg Marosvásárhely versbe foglalt történetét. 1844-ben nyugalomba vonult.

## Munkái
- Rövid természethistória, melyet a tanuló gyermekek számára készített és elméjekhez alkalmaztatva, rövid kérdésekben és versbeli feleletekbe foglalva kiadott. Marosvásárhely, 1826. (2. k. 1836. 3. k. 1839. Uo.) 3 rész.
- Májusi bokréta, vagyis füvésztudomány. Uo. 1837–43. (Versekbe foglalva.)
- Régi és uj Vásárhely. Uo. 1836–37. két füzet. (Marosvásárhely leírása versben; többi részei kéziratban maradtak.)